# Полдников, Юрий Иванович
Юрий Иванович Полдников (род. 18 апреля 1947, Рыбное, Саратовская область) — российский политический деятель, депутат Государственной думы второго созыва

## Биография
Родился 18 апреля 1947 года в селе Рыбное, Саратовская область.
Полдников получил образование в Саратовском государственном университете им. Н. Г. Чернышевского, где он окончил исторический факультет и аспирантуру, и получил степень кандидата исторических наук. После окончания университета, он работал мастером на Мелекесском комбинате технических сукон. С 1975 по 1990 год он работал в Астрыбвтузе (г. Астрахань).
С февраля 1990 года Полдников начал работать в Астраханском обкоме КПСС. В феврале 1992 года он был избран председателем независимого областного Астраханского гуманитарного фонда «Росич». Перед избранием в Государственную Думу он был помощником депутата Государственной Думы первого созыва.
Полдников был депутатом Государственной думы Федерального собрания РФ второго созыва с 17 декабря 1995 по 19 декабря 1999 год. Во время своего депутатского мандата, он был членом фракции КПРФ, членом Комитета по делам общественных объединений и религиозных организаций, а также членом Мандатной комиссии Государственной Думы. Он также был руководителем Астраханской областной организации КПРФ и членом Центрального комитета КПРФ с 1992 по 1997 год.